# شهرستان کرول (مریلند)
شهرستان کرول، مریلند (به انگلیسی: Carroll County, Maryland) یک سکونتگاه مسکونی در ایالات متحده آمریکا است که در مریلند واقع شده‌است.